# Cahuzac (Lot-et-Garonne)
Cahuzac ist eine französische Gemeinde mit 310 Einwohnern (Stand 1. Januar 2022) im Département Lot-et-Garonne in der Region Nouvelle-Aquitaine (vor 2016: Aquitanien). Die Gemeinde gehört zum Arrondissement Villeneuve-sur-Lot und zum Kanton Le Val du Dropt.
Die Einwohner werden Cahuzacois und Cahuzacoises genannt.

## Geographie
Cahuzac liegt ca. 30 km nordnordwestlich von Villeneuve-sur-Lot in der historischen Provinz Agenais an der nördlichen Grenze zum benachbarten Département Dordogne.
Umgeben wird Cahuzac von den fünf Nachbargemeinden:
|            | Plaisance (Dordogne)                        | Saint-Quentin-du-Dropt |
| Lalandusse | Kompassrose, die auf Nachbargemeinden zeigt | Castillonnès           |
|            | Douzains                                    |                        |

Cahuzac liegt im Einzugsgebiet des Flusses Garonne.
Der Dropt, einer seiner Nebenflüsse, bildet die natürliche Grenze zu den nördlichen Nachbargemeinden Plaisance und Saint-Quentin-du-Dropt. Einer seiner Nebenflüsse, die Douyne, durchquert das Gebiet der Gemeinde zusammen mit ihrem Zufluss, dem Douanel.

## Geschichte
Die Etymologie von Cahuzac geht auf die Antike zurück, aber keine archäologische Untersuchung ergab einen Beleg für eine Besiedelung in dieser Epoche. Die Pfarrgemeinde Saint-Martin de Cahuzac wird 1153 in den Schriften erstmals erwähnt. Sie entwickelte sich nach den Rodungen der Benediktiner der Abtei La Sauve-Majeure. In diesem 12. Jahrhundert gab es bereits eine Grundherrschaft. Es dauerte aber bis zum 14. Jahrhundert, bis eine Burg errichtet wurde und die Pfarrgemeinde im Jahre 1340 mit der von Saint-Surin fusionierte, heute ein Weiler der Gemeinde Cahuzac.
Im 16. Jahrhundert war Cahuzac Sitz eines Baronats, das zwölf Pfarrgemeinden umfasste und dessen Besitzer die Familie Estissac war. Die Aufzeichnungen erwähnen, dass Jean d’Estissac an seinem Getreuen Jean de Bideran mehrere Länder schenkte und ihm erlaubte, ein Adelshaus zu begründen. Im Lauf des folgenden Jahrhunderts kam das Baronat in die Hände der Familie Rochefoucauld, die die Privilegien bis zur Französischen Revolution behielten.

## Einwohnerentwicklung

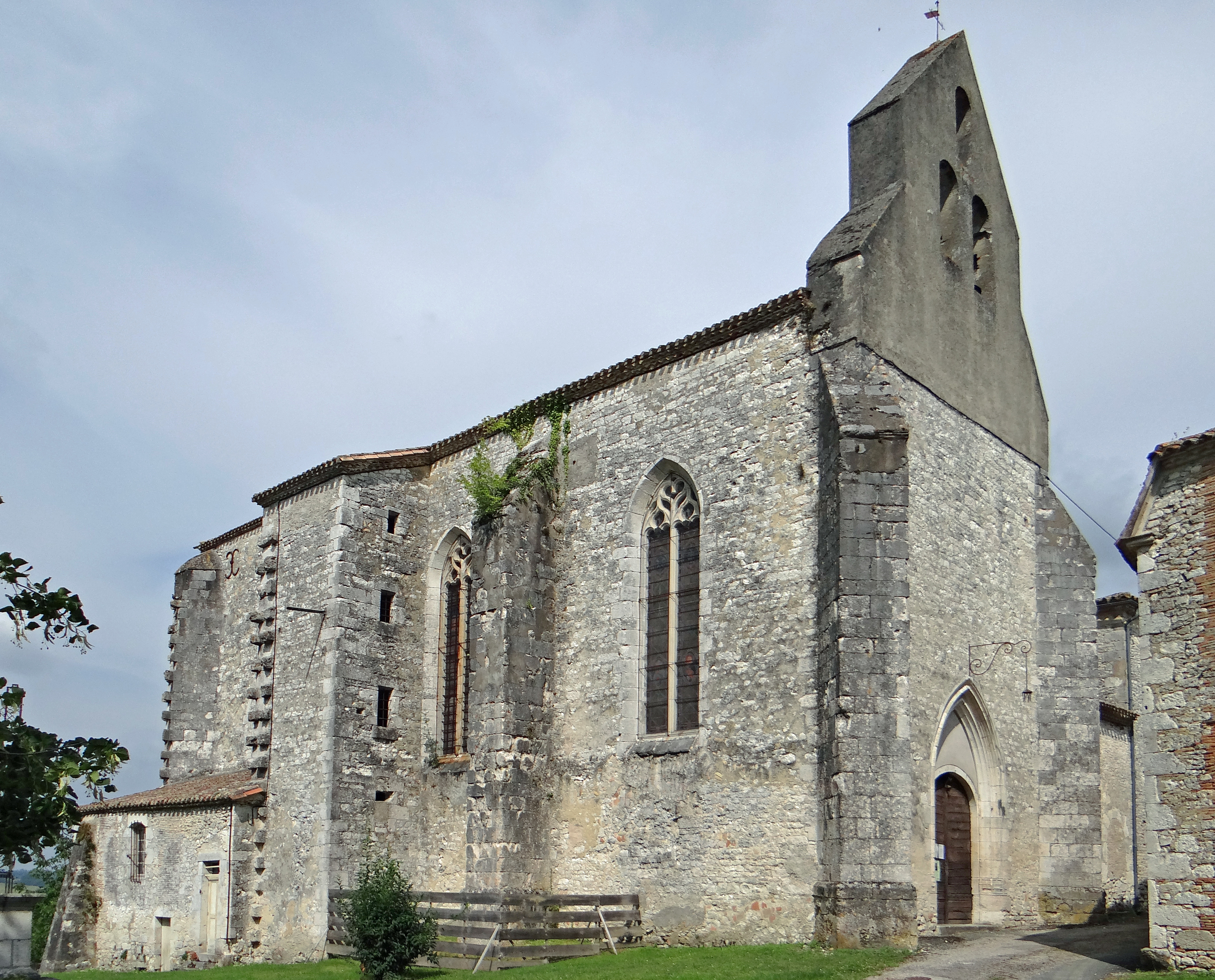
Pfarrkirche Saint-Martin

Nach Beginn der Aufzeichnungen stieg die Einwohnerzahl bis zur ersten Hälfte des 19. Jahrhunderts auf einen Höchststand von rund 630. In der Folgezeit sank die Größe der Gemeinde bei kurzen Erholungsphasen bis zu den 1970er Jahren auf rund 215 Einwohner, bevor eine Wachstumsphase einsetzte, die heute noch anhält.
| Jahr      | 1962 | 1968 | 1975 | 1982 | 1990 | 1999 | 2006 | 2011 | 2022 |
| --------- | ---- | ---- | ---- | ---- | ---- | ---- | ---- | ---- | ---- |
| Einwohner | 308  | 283  | 214  | 219  | 253  | 281  | 286  | 295  | 310  |

## Sehenswürdigkeiten
- Pfarrkirche Saint-Martin aus der ersten Hälfte des 16. Jahrhunderts, als Monument historique eingeschrieben.
- Burg von Cahuzac aus dem 14. Jahrhundert

## Wirtschaft und Infrastruktur
Handwerk und Landwirtschaft sind die wichtigsten Wirtschaftsfaktoren der Gemeinde.

### Verkehr
Cahuzac ist erreichbar über die Route nationale 21, die hier die Verkehrsachse Bergerac–Agen bildet, und über die Routes départementales 1 und 288 (Dordogne: 15).